# Пам'ятний знак IV ділянки «Оборона Львова»
Пам'ятний знак IV ділянки «Оборона Львова» — польська військова відзнака, якою поляки нагороджували учасників битви за Львів проти 2-22 листопада 1918 року під час польсько-української війни.

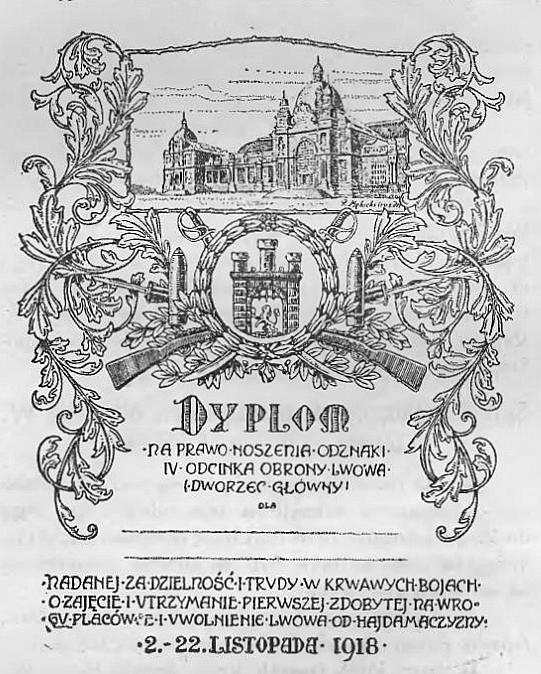
Диплом на пам'ятний знак IV Епізод «Оборона Львова»

Знак нагороджували учасники боїв на IV ділянці (Головний залізничний вокзал) з 2 по 22 листопада 1918 року. Знак вручався «за хоробрість і звитягу, виявлені в кровопролитних боях за взяття й утримання першої захопленої у ворога застави та звільнення Львова від гайдамаків»; малюнок нагрудної грамоти виконав Рудольф Менкицький. Нагрудний знак носили на червоній стрічці.

## Виноски
1. ↑  Spis odznaczonych pamiątkową odznaką IV. Odcinka „Obrony Lwowa”. Panteon Polski. Nr 16 (20): 17. 1 listopada 1925. {{cite journal}}: |volume= має зайвий текст (довідка)
2. ↑  Spis odznaczonych pamiątkową odznaką IV. Odcinka „Obrony Lwowa”. Panteon Polski. Nr 16 (20): 18. 1 listopada 1925. {{cite journal}}: |volume= має зайвий текст (довідка)
3. ↑  Kodeks orderowy. Warszawa: Główna Księgarnia Wojskowa. 1939. с. 40.